# مرض دنت
مرض دنت هو حالة وراثية متنحية نادرة مرتبطة بالصبغي X ، تصيب النبيب الكلوي القريب في الكلية. يعد أحد أسباب متلازمة فانكوني، ويتميز ببيلة بروتينية نبيبية، وفرط كالسيوم البول، وتشكل حصى كلسية كلوية، وكلاس كلوي، وفشل كلوي مزمن.
غالبًا ما يستخدم مصطلح «مرض دنت» لوصف مجموعة كاملة من الاضطرابات العائلية، بما في ذلك تحصي الكلية المتنحي المرتبط بالصبغي X مع الفشل الكلوي، الكساح الفوسفاتي المتنحي المرتبط بالصبغي X، وكل من البيلة البروتينية منخفضة الوزن الجزيئي اليابانية ومجهولة السبب. لدى نحو 60% من المرضى طفرات في الجين CLCN5 (دنت 1)، والذي يشفر منادل تعاكسي كلور/بروتون خاص بالكلية، ولدى 15% من المرضى طفرات في جينOCRL1 (دنت 2).

## العلامات والأعراض
غالبًا ما ينتج مرض دنت العلامات والأعراض التالية:
- عطش شديد بالإضافة إلى التجفاف، ما يؤدي إلى بوال
- حصى كلوية
- فرط كالسيوم البول (نسبة عالية من الكالسيوم في البول - >300 ملغ/د أو >4 ملغ/كغ لكل د) مع مستويات طبيعية من الكالسيوم في الدم/المصل)
- بيلة حمضمينية (أحماض أمينية في البول)
- بيلة فسفاتية (فوسفات في البول)
- بيلة سكرية (غلوكوز في البول)
- بيلة بوتاسية (بوتاسيوم في البول)
- فرط بيلة حمض اليوريك (كميات زائدة من حمض البول في البول)
- خلل في تحميض البول
- كساح الأطفال

في دراسة شملت 25 مريضًا يعانون من مرض دنت، 9 من 15 رجلًا، وواحدة من 10 نساء عانين من مرض الكلى في المرحلة المرضية النهائية بحلول سن ال47.

## التشخيص
يعتمد التشخيص على دراسة وراثية لجين CNCL5.  

## العلاج
حتى يومنا هذا، لا يوجد علاج معروف لمرض دنت، ولم يُقبل أي علاج بشكل رسمي. تعد معظم التدابير العلاجية داعمة في طبيعتها:
- استُخدمت المدرات الثيازيدية (أي هيدروكلوروثيازيد) بنجاح في تقليل طرح الكالسيوم مع البول، لكن من المعروف أنها تسبب نقص بوتاسيوم الدم.
  - لدى الفئران المصابة بداء السكري الكاذب، تثبط المدرات الثيازيدية التميم الناقل لكلوريد الصوديوم في النبيب الملتوي البعيد، ما يؤدي بشكل غير مباشر إلى وصول كميات أقل من الماء والشوارد إلى النبيب البعيد. يحرض ضعف نقل الصوديوم في النبيب الملتوي البعيد إدرار الصوديوم وفقدان الماء، مع زيادة امتصاص الكالسيوم في هذا الجزء بطريقة لا علاقة لها بنقل الصوديوم.[7]
- يزيد أميلوريد أيضًا من امتصاص الكالسيوم في النبيب البعيد واستُخدم كعلاج لفرط كالسيوم البول مجهول السبب.
  - أدى مزيج من 25 ملغ من الكلورثاليدون بالإضافة إلى 5 ملغ من الأميلوريد يوميًا إلى انخفاض كبير في كالسيوم البول لدى مرضى دنت، لكن درجة حموضة البول كانت «أعلى بشكل ملحوظ لدى المرضى المصابين بمرض دنت مقارنةً بأولئك الذين يعانون من فرط كالسيوم البول مجهول السبب (P < 0.03)، وكان فرط التشبع بحمض البول بالتالي أقل (P < 0.03)».[8]
- بالنسبة للمرضى الذين يعانون من تلين العظام، استُخدم فيتامين (د) أو مشتقاته، بشكل ناجح على ما يبدو.
- أظهرت بعض الفحوصات المخبرية على الفئران المصابة بتلف نبيبي مرتبط بـ CLC-5 أن اتباع نظام غذائي يحتوي على نسبة عالية من السيترات حافظ على وظيفة الكلية وأخر من تطور مرض الكلى.[9]